# 麻盖菌属
麻盖菌属（学名：Laccocephalum）是多孔菌科一个较小的属。也称雷丸菌属。由McAlpine和Tepper于1895年建立。此属真菌多分布于澳大利亚。

## 形态特征
一年生担子果，伞状，菌柄中央生或侧生。菌盖圆形或肾形，木质坚硬具麻点，色彩自白灰到深棕。菌柄较圆，生于菌核上。子实层体由菌管及萌发孔而非菌褶构成。菌管紧密，平行排列，开口椭圆形，无法与子实体分离。萌发孔形状各异，可为圆形或具棱角，色彩自白至赭。孢子大，圆且鲜艳。二菌丝型，生殖菌丝具钳，子实体中主要为联络菌丝。固态厚壁，迈泽尔（Melzer）试剂阴性。无囊状体，常缺小囊状体。担子有基钳及4个担子柄，担孢子薄壁透明，迈泽尔试剂阴性。此属真菌均为褐腐型。

## 分类系统
麻盖菌属与多孔菌属（Polyporus）在形态学上极近似，但更硬且木质，为褐腐型菌，菌盖具麻点，孢子特性（直径44-50μm，橘黄色带刺）亦不同。其拉丁学名Laccocephalum（λάκκος麻点+κεφαή头）即源于其带麻点的菌盖。
麻盖菌属现有5种真菌：
- 石基麻盖菌 Laccocephalum basilapidoides McAlpine & Tepper, 1895
- 哈曼麻盖菌 Laccocephalum hartmannii (Cooke) Núñez & Ryvarden, 1995，哈氏雷丸菌
- 雷丸 Laccocephalum mylittae (Cooke & Massee) Núñez & Ryvarden, 1995，巨核雷丸菌
- 坚硬麻盖菌 Laccocephalum sclerotinum (Rodway) Núñez & Ryvarden, 1995
- 山丘麻盖菌 Laccocephalum tumulosum (Cooke & Massee) Núñez & Ryvarden, 1995

此属分类尚有争议，1912年Lloyd试图将石基麻盖菌移至多孔菌属，而Núñez和Ryvarden则于1995年将其余4种真菌从多孔菌属移入麻盖菌属。